# قشلاق اوچ علی سواد
قشلاق اوچ علی سواد یک روستا در ایران است که در استان اردبیل واقع شده‌است. قشلاق اوچ علی سواد ۲۸ نفر جمعیت دارد.